# Ollaphon molorthus
Ollaphon molorthus is een slakkensoort uit de familie van de Fasciolariidae. De wetenschappelijke naam van de soort is voor het eerst geldig gepubliceerd in 1908 door Hedley & May.